# Терса (залізнична станція, Саратовська область)
Терса (рос. Терса) — залізнична станція у Вольському районі Саратовської області Російської Федерації.
Населення становить 95 осіб. Належить до муніципального утворення Терсинське муніципальне утворення.

## Історія
Населений пункт розташований у межах українського історичного та культурного регіону Жовтий Клин.
Від 23 липня 1928 року в складі Вольського округу Нижньо-Волзького краю. Орган місцевого самоврядування від 2004 року — Терсинське муніципальне утворення.

## Населення
| 2010 |
| ---- |
| 95   |